# Il mago (Maugham)
Il mago (The Magician) è un romanzo dello scrittore inglese William Somerset Maugham, pubblicato per la prima volta nel 1908. In questa storia, il mago Oliver Haddo, caricatura di Aleister Crowley, tenta di creare la vita. Crowley scrisse una critica di questo libro sotto lo pseudonimo di Oliver Haddo, accusando Maugham di plagio.
Maugham scrisse Il mago a Londra, dopo aver passato del tempo a Parigi, dove aveva incontrato Aleister Crowley. Il romanzo fu poi ripubblicato con il sottotitolo, dello stesso Maugham, Un frammento autobiografico.
Il romanzo ispirò il film Il mago, diretto nel 1926 da Rex Ingram.

## Trama
Arthur Burdon, un rinomato chirurgo inglese, si trova a Parigi per vedere la sua fidanzata, Margaret Dauncey. Margaret studia arte in una scuola parigina assieme alla sua amica Susie Boyd. Durante la sua prima serata a Parigi, Burdon incontra Oliver Haddo, che si definisce mago ed è un conoscente del mentore di Burdon, il dottor Porhoët, medico a riposo e studioso dell'occulto. Sebbene nessuno della compagnia creda inizialmente alle vanterie di Haddo, questi esegue diversi numeri di magia per loro nei giorni successivi. Arthur arriva alle mani con lui, dopo che il mago ha dato un calcio al cane di Margaret.
Come ritorsione, Haddo utilizza tanto la sua personalità come la sua magia per sedurre Margaret, nonostante l'iniziale repulsione della donna verso di lui. Essi si sposano e lasciano Parigi in tutta fretta, lasciando solo un breve messaggio ad informare Arthur, Susie e Porhoët. Arthur è distrutto per l'abbandono e ritorna subito in Inghilterra per immergersi nel suo lavoro. A questo punto Susie si è innamorata di Arthur, sebbene comprenda che questo amore non le sarà mai ricambiato, e parte per l'Italia con un'amica.
Durante i suoi viaggi, Susie sente dire molte cose sui nuovi coniugi Haddo, compreso un pettegolezzo secondo il quale il matrimonio non sarebbe stato consumato. Dopo il suo ritorno in Inghilterra, si vede con Arthur e i due vanno ad una festa organizzata da una comune conoscenza. Scoprono con orrore che anche gli Haddo sono tra gli invitati, e Oliver si compiace alquanto di canzonare la sofferenza di Arthur.
L'indomani, Arthur si reca all'albergo dove alloggia Margaret e la rapisce per portarla in una casa in campagna. Sebbene essa inizi le pratiche per divorziare da Haddo, l'influenza di quest'ultimo su di lei si rivela troppo forte, cosicché ritorna dal marito. Avendo il sentore che tale influenza debba essere soprannaturale, Susie ritorna in Francia per consultarsi col dottor Porhoët su una possibile soluzione.
Alcune settimane dopo, Arthur li raggiunge a Parigi e rivela di aver visitato Margaret a casa di Haddo e di averle suggerito che la sua vita sia minacciata dal marito. Sottintende che Haddo stia solo aspettando il momento propizio per eseguire un rito magico, che comporterà il sacrificio della vita di lei. Arthur si reca a Parigi per chiedere il parere del dottor Porhoët. La settimana successiva, Arthur ha una sensazione opprimente che la vita di Margaret sia in pericolo, e tutti e tre accorrono in Inghilterra.
Quando arrivano a Skene, la casa ancestrale di Haddo nel villaggio di Venning, sono informati dal locandiere del posto che Margaret è morta per un attacco di cuore. Credendo che Haddo l'abbia assassinata, Arthur affronta con i suoi sospetti prima il medico locale poi Haddo stesso. Cercando prove del delitto, Arthur persuade il dottor Porhoët a richiamare dai morti lo spirito di Margaret, che testimonia a loro di essere stata uccisa. Infine, Haddo usa i suoi poteri magici per apparire nella loro stanza alla locanda, dove Arthur lo uccide. Tuttavia, quando si accende la luce il corpo di Haddo è scomparso.
Il trio visita la casa abbandonata di Haddo per scoprire che egli ha usato la sua magia per creare la vita – ripugnanti creature che vivono in provette – e che questo è il fine per il quale ha sacrificato la vita di Margaret. Dopo aver trovato il cadavere del mago nella soffitta, Arthur dà fuoco al maniero per distruggere tutte le prove degli esperimenti occulti di Haddo.

## Commenti dell'autore
Circa cinquant'anni dopo la pubblicazione de Il mago, Maugham commentò il suo libro definendolo Un frammento autobiografico. Scrisse che dopo tanto tempo aveva dimenticato quasi completamente il suo contenuto e che, rileggendolo aveva trovato la sua scrittura "ampollosa ed enfatica", utilizzante più avverbi e aggettivi di quanto avrebbe fatto in seguito, e notò che stava cercando di emulare la "écriture artiste" (scrittura artistica) degli scrittori francesi del tempo. La trama mostra qualche rassomiglianza col romanzo di George du Maurier del 1894 Trilby. Maugham commentò che aveva dovuto passare giorni e giorni a leggere nella biblioteca del British Museum per documentarsi sulle scienze occulte.

## Accuse di plagio di Crowley
Su un numero del 1908 della rivista Vanity Fair Aleister Crowley (sotto lo pseudonimo di Oliver Haddo) scrisse una critica de Il mago, accusando Maugham di plagio. In questa recensione, intitolata Come scrivere un romanzo! (dopo W. S. Maugham), Crowley sostenne che Maugham, nello scrivere Il mago, avrebbe plagiato i seguenti libri:
- L'isola del dottor Moreau di H. G. Wells
- Kabbalah Denudata di Christian Knorr von Rosenroth, tradotta in inglese da Samuel Liddell MacGregor Mathers
- Vita di Paracelso di Franz Hartmann.
- Dogme et Rituel de la Haute Magie di Eliphas Lévi, tradotto in inglese da A. E. Waite
- Il Fiore e il Frutto, di Mabel Collins

La maggioranza dei critici considerano i lavori succitati come fonti per una storia originale, e che le accuse di Crowley siano state causate da malanimo. il grande corpus di lavori originali realizzato da Maugham in seguito tenderebbe a suffragare questa tesi. In Un frammento autobiografico, Maugham disse di non aver letto la recensione di Crowley, aggiungendo, "Direi che sia stato un buon lavoro di calunnia, ma probabilmente, come le sue poesie, insopportabilmente verbose".

## Edizioni italiane
- Il mago, collana Collezione ULTRA, traduzione di Francesco Gasparini, n. 6, Milano, Editrice Dauliana, 1928.
- Il mago, collana Biblioteca Internazionale, traduzione di F. Gasparini, n. 93, Milano, Bietti, 1932.
- Il mago, collana I corvi, traduzione di Gian Dàuli, n. 15, Milano, Corbaccio, 1933.
- Il mago, traduzione di F. Gasparini, Milano, Bietti, 1945.
- Il mago, collana I libri del Pavone, traduzione di Orazio Viani, Milano, Mondadori, 1960.
- Il mago, collana Oscar, traduzione di Orazio Viani, n. 149, Milano, Mondadori, 1968.
- Il mago, collana Biblioteca Economica Newton, traduzione di Paola Faini, n. 36, Roma, Newton Compton, 1995, ISBN 8879837990.
- Il mago, collana Biblioteca Adelphi, traduzione di Paola Faini, n. 712, Milano, Adelphi, 2020, ISBN 978-88-459-3487-2.